# Helen Keller in Her Story
Helen Keller in Her Story é um filme-documentário estadunidense de 1954 dirigido e escrito por Nancy Hamilton e James L. Shute. Venceu o Oscar de melhor documentário de longa-metragem na edição de 1956.

## Elenco
- Katharine Cornell - Narrador